# Нейшенал-Парк (Нью-Джерсі)
Нейшенал-Парк (англ. National Park) — місто (англ. borough) в США, в окрузі Глостер штату Нью-Джерсі. Населення — 3026 осіб (2020).

## Географія
Нейшенал-Парк розташований за координатами 39°52′2″ пн. ш. 75°11′8″ зх. д. / 39.86722° пн. ш. 75.18556° зх. д. (39.867297, -75.185621).  За даними Бюро перепису населення США в 2010 році місто мало площу 3,76 км², з яких 2,60 км² — суходіл та 1,16 км² — водойми.

## Демографія
Згідно з переписом 2010 року, у селищі мешкало 3036 осіб у 1092 домогосподарствах у складі 816 родин. Було 1153 помешкання
Расовий склад населення:
| - 96,3 % — білих - 1,4 % — чорних або афроамериканців - 0,6 % — азіатів - 0,2 % — корінних американців |

До двох чи більше рас належало 1,5 %. Частка іспаномовних становила 2,0 % від усіх жителів.
За віковим діапазоном населення розподілялося таким чином: 23,1 % — особи молодші 18 років, 65,4 % — особи у віці 18—64 років, 11,5 % — особи у віці 65 років та старші. Медіана віку мешканця становила 39,2 року. На 100 осіб жіночої статі у селищі припадало 94,7 чоловіків;  на 100 жінок у віці від 18 років та старших — 93,2 чоловіків також старших 18 років.
Середній дохід на одне домашнє господарство  становив 67 368 доларів США (медіана — 57 356), а середній дохід на одну сім'ю — 77 237 доларів (медіана — 70 673). Медіана доходів становила 50 927 доларів для чоловіків та 41 349 доларів для жінок. За межею бідності перебувало 9,5 % осіб, у тому числі 9,4 % дітей у віці до 18 років та 1,9 % осіб у віці 65 років та старших.
Цивільне працевлаштоване населення становило 1451 осіб. Основні галузі зайнятості: роздрібна торгівля — 18,7 %, освіта, охорона здоров'я та соціальна допомога — 17,8 %, виробництво — 11,0 %, транспорт — 10,4 %.